# 阿鲁 (阿列日省)
阿鲁（法語：Arrout，法語發音：[aʁu]）是法国阿列日省的一个市镇，属于聖日龍區。

## 地理
阿鲁（42°56'41"N, 1°1'40"E）面积3.02 平方千米，位于法国奧克西塔尼大區阿列日省，该省份为法国西南部内陆省份，西部和北部与上加龙省接壤，东临奥德省，东南至东比利牛斯省接壤，南与安道尔和西班牙接壤。
与阿鲁接壤的市镇（或旧市镇、城区）包括：阿尔然、欧德雷桑、巴拉盖尔、塞斯科。

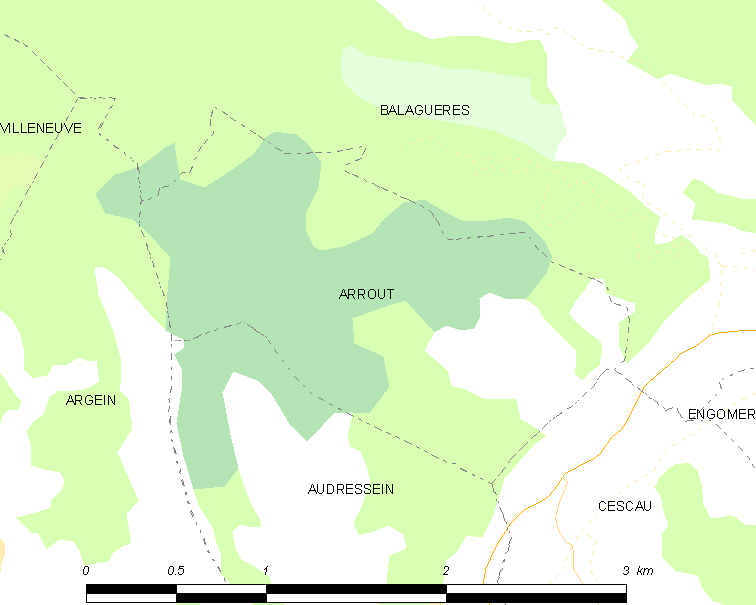
的OSM定位图

阿鲁的时区为UTC+01:00、UTC+02:00（夏令时）。

## 行政
阿鲁的邮政编码为09800，INSEE市镇编码为09018。

## 政治
阿鲁所属的省级选区为库斯朗西县。

## 人口

1962-2008年间人口变化图示

阿鲁于2022年1月1日时的人口数量为92人。